# Margaret Cho
Margaret Moran Cho, född 5 december 1968 i San Francisco i Kalifornien, är en amerikansk komiker och skådespelare med koreansk bakgrund. I Sverige har Cho bland annat setts i sin egen reality-serie The Cho Show. Cho ägnar sig mycket åt politisk humor och fokuserar ofta på HBTQ-frågor.